# Tadrart Acacus
Tadrart Acacus é um maciço rochoso numa área desértica no oeste da Líbia, no deserto do Saara. Fica perto da cidade de Gate e também de Tassili n'Ajjer, na Argélia. Tadrart significa 'montanha' na língua nativa da área. Tem uma grande variedade de arte rupestre, datada de 12 000 a.C. até 100 d.C. A arte rupestre ilustra a mudança marcante da fauna e da flora na região e dos diferentes modos de vida dos povos que se sucederam nesta região saariana. As gravuras incluem figuras de animais da região (tais como girafas, elefantes, avestruzes, camelos e cavalos) e homens dançando ou tocando música.
A área foi inscrita na UNESCO como um Património Mundial em 1985 por causa da importância das pinturas na pedra.

## Galeria

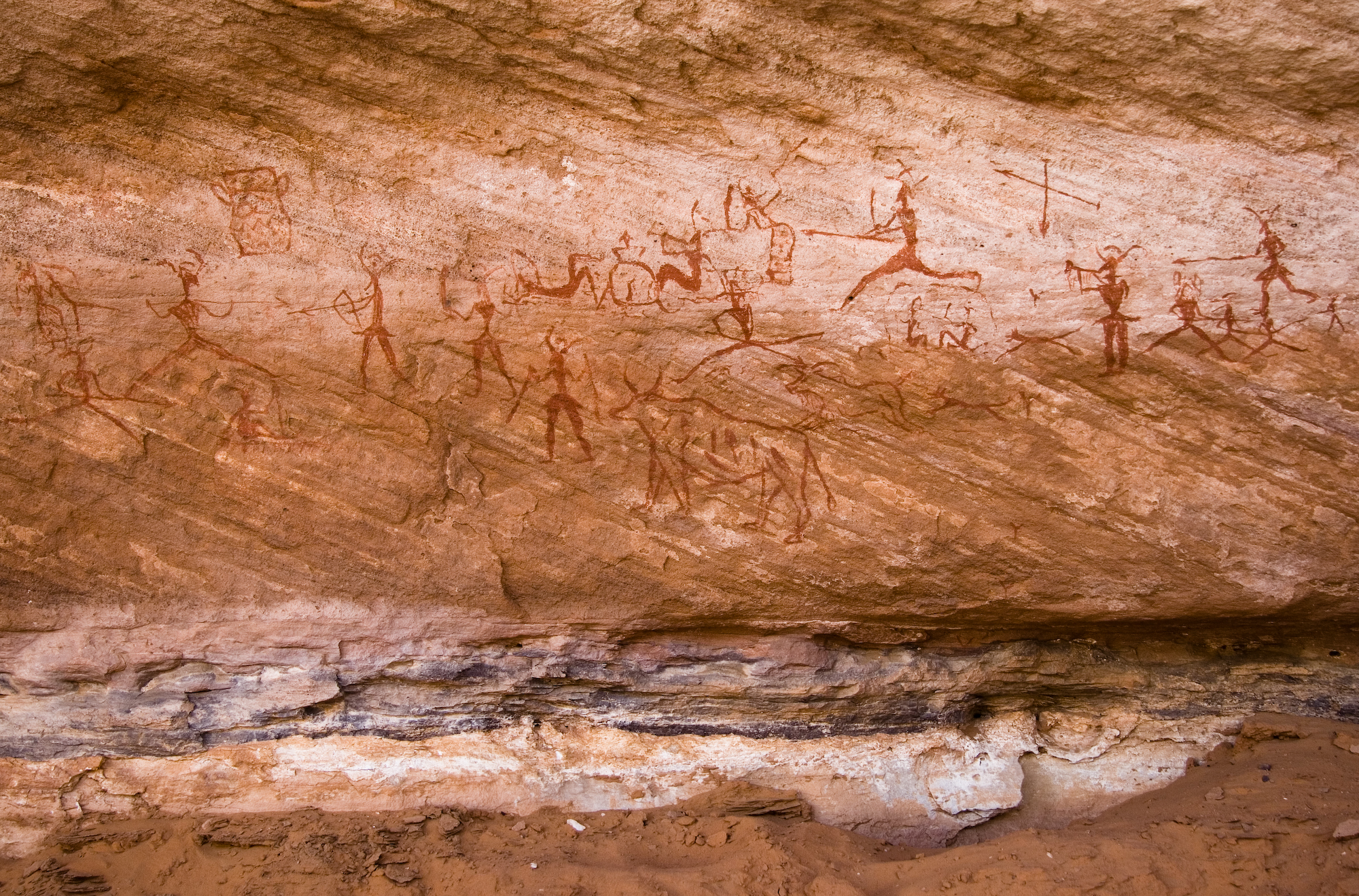
Pinturas Rupestres.
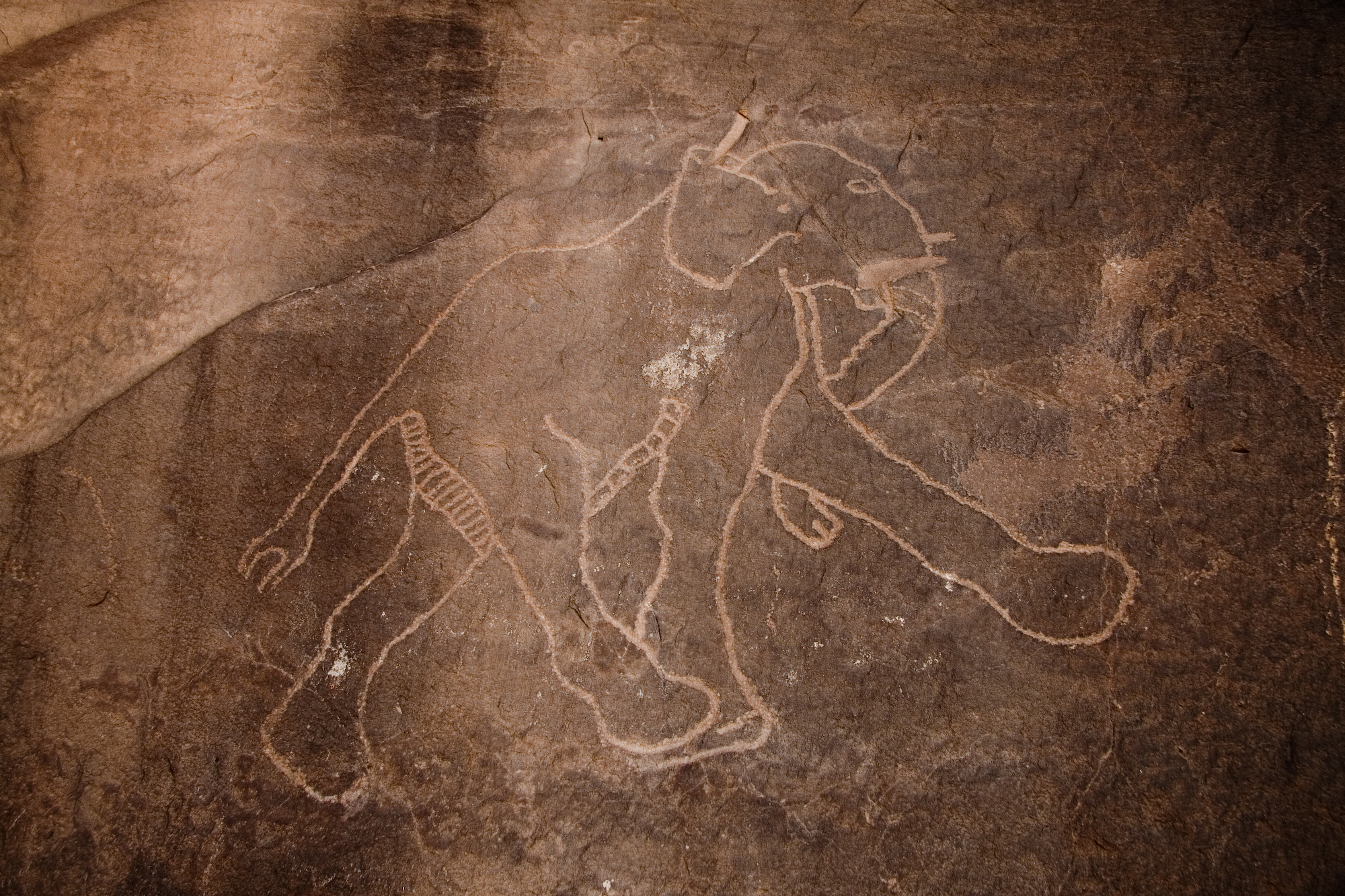
Gravuras em Tradart Acacus.
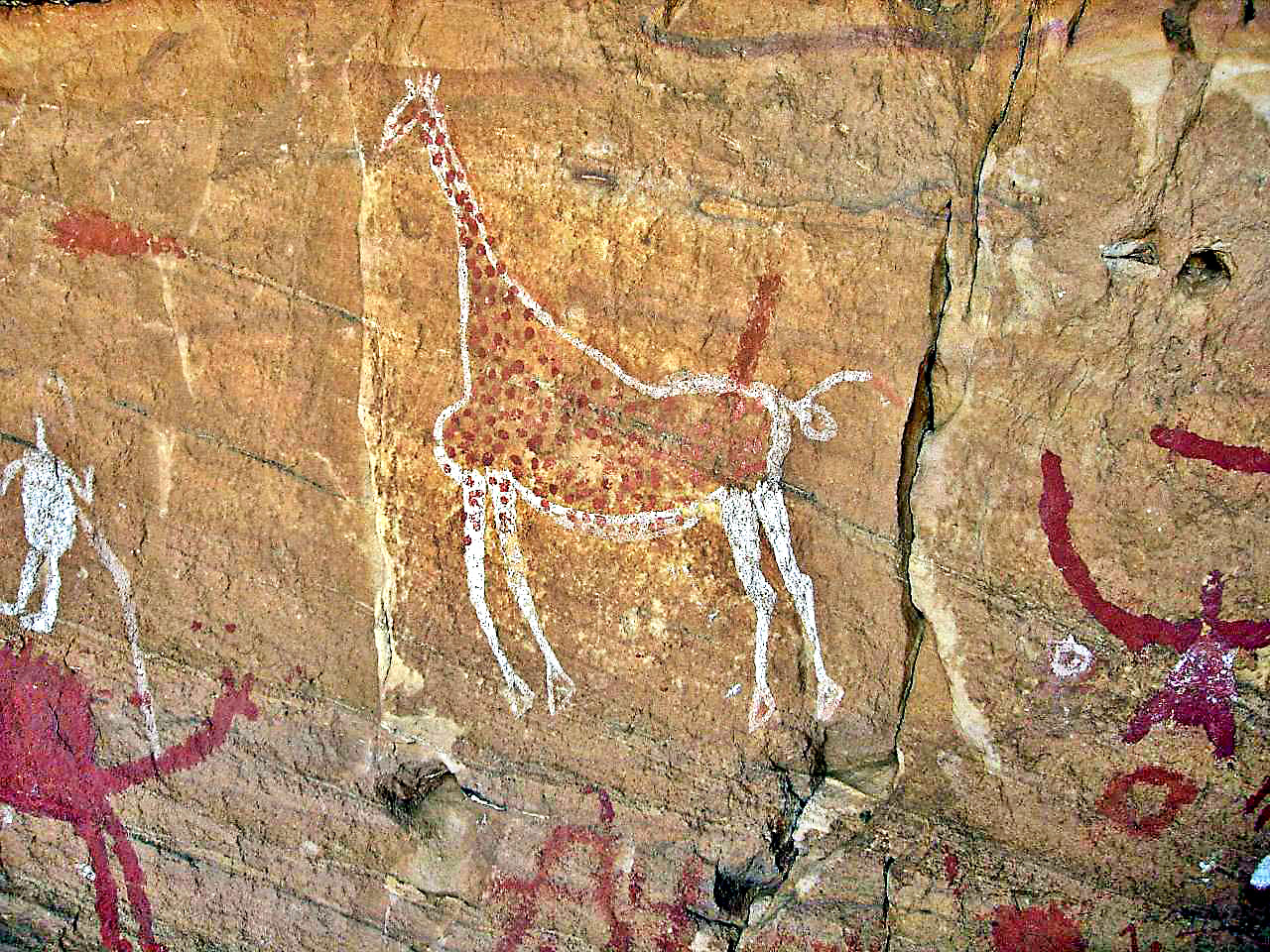
Pinturas em Tradart Acacus.
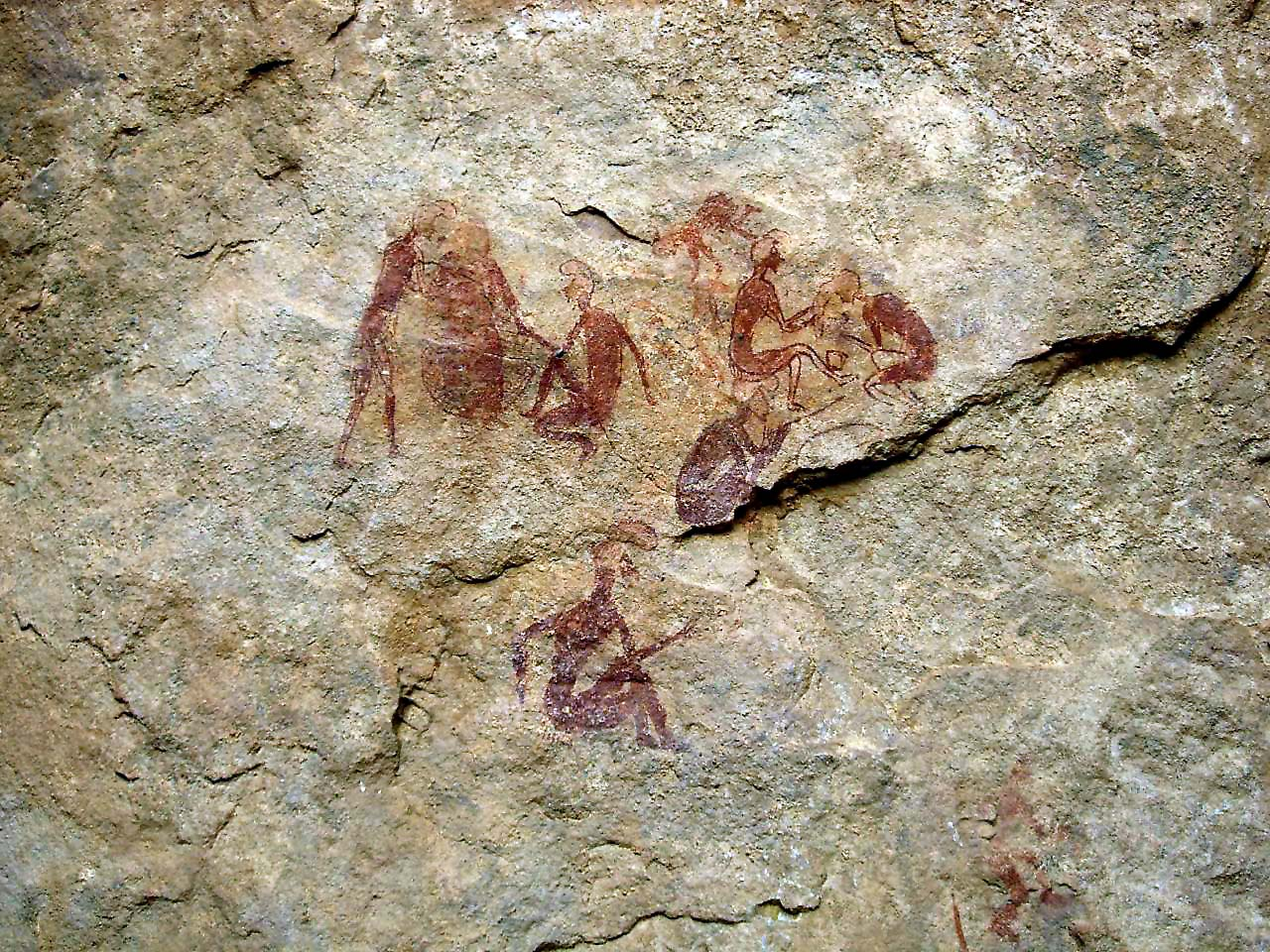
Pinturas rupestres